# Maria Adelaide Neto Salvado
Maria Adelaide Neto Salvado (nascida em 1937, no Ribatejo), residente em Castelo Branco, é uma geógrafa e investigadora aposentada da Escola Superior de Educação de Castelo Branco, conhecida por suas contribuições significativas no estudo da cultura e história regionais da Beira Interior, com foco na religiosidade popular que tem dedicado um interesse aprofundado. 
Em 1961 casou-se com António Salvado.

## Obras[1]
- 1985 - Os Avieiros nos finais da década de cinquenta[3]
- 2001 - O Colégio de S. Fiel : centro difusor da ciência no interior da Beira
- 2002 - Um rosto e uma outra versão do romance de José Pina e Maribela, Livraria Semedo
- 2012 - A capela de Nossa Senhora de Piedade de Castelo Branco, CMCB
- 2012 - As fontes de S. Pedro de Vir-A-Corça, Monsanto da Beira : (magia e sacralidade), Câmara Municipal de Idanha-a-Nova
- 2014 - O culto do Espírito Santo na alma do povo de Monforte da Beira, RVJ Editores
- 2016 - Orfeão de Castelo Branco - 50 anos (1957-2007), RVJ Editores
- 2016 - Santa Teresa de Ávila : homenagem à mulher, poeta mística e reformadora,  RVJ Editores
- 2018 - Álvaro Canelas, 1901-1953 : um artista Albicastrense cidadão do mundo, RVJ Editores
- 2021 - Os ex-votos da Senhora da Póvoa : materialidades devocionais, Câmara Municipal de Penamacor
- 2022 - Os Apóstolos -  Capela de Nossa Senhora da Piedade Castelo Branco, CMCB

## Reconhecimentos
- A 12 de Março de 2019 recebeu a distinção de profissional do ano da Rotary de Castelo Branco. [4]

- A 20 de Julho de 2024 recebeu a homenagem à cidadania pela Junta de Freguesia de Castelo Branco. [5]
- A 27 de Novembro de 2024 foi homenageada pelo IGOT, Centro de Estudos Geográficos da Universidade de Lisboa, pelo seu percurso docente e investigativo em prol das ciências geográficas.[6]
- A 20 de Março de 2025 recebeu a medalha de ouro da cidade de Castelo Branco.[7]